# ヤマカツリリー
ヤマカツリリー（欧字名:Yamakatsu Lily、2000年2月15日 - ）は、日本の競走馬、繁殖牝馬。主な勝ち鞍は2003年のフィリーズレビュー。
馬名の意味は、冠名＋ユリ。

## 経歴
2000年のセレクトセール当歳セッションにて、山田博康に2310万円で落札された。

### 競走馬時代
2002年7月14日、小倉競馬場4Rの2歳新馬戦でデビューし2着。3週間後、再び小倉の2歳新馬戦に出走し初勝利を挙げた。年末、格上挑戦で阪神ジュベナイルフィリーズに出走。11番人気の低評価ながら、先行策から粘りピースオブワールドには交わされたものの2着に好走した。
年明け3月、桜花賞トライアルのフィリーズレビューに出走。3番手でレースを進め、直線で先頭に抜け出したモンパルナスをゴール前で差し切り重賞初制覇を達成した。桜花賞本番も前目でレースを進めるが、直線での伸びを欠きスティルインラブの4着に敗れた。翌5月の優駿牝馬もスティルインラブの4着に終わった。8月のクイーンステークスは直線で馬群に沈み、初めての掲示板外となる9着惨敗。仕切り直しを図った秋の秋華賞トライアル・ローズステークスは終盤まで逃げ粘り、直線でアドマイヤグルーヴに差されるも2着と健闘した。秋華賞本番も先行で粘ってスティルインラブの3着に好走。しかし11月のエリザベス女王杯は7着に敗れ、レース後長期休養に入った。
約1年後、2004年11月の霜月ステークスで復帰したが、ブービーの12着。年末の阪神牝馬ステークスも11着惨敗に終わり、この年をもって競走馬を引退した。結局、フィリーズレビューの後は1勝も挙げることはできなかった。

### 繁殖牝馬時代
競走馬引退後、鮫川啓一牧場で繁殖入り。その後、社台コーポレーション白老ファームや中原牧場を経て新冠タガノファームで繋養された。
2009年12月26日、初仔のヤマカツハクリュウが2歳未勝利戦を勝ち、産駒初勝利を挙げた。
2020年11月に繁殖牝馬を引退。現在は功労馬として上富良野町のコバン牧場で繋養されている。

## 競走成績
以下の内容は、JBISサーチおよびnetkeiba.comに基づく。
| 競走日     | 競馬場 | 競走名           | 格   | 距離（馬場）  | 頭 数 | 枠 番 | 馬 番 | オッズ （人気） | 着順 | タイム （上り3F） | 着差 | 騎手      | 斤量 [kg] | 1着馬（2着馬）     | 馬体重 [kg] |
| ---------- | ------ | ---------------- | ---- | ------------- | ----- | ----- | ----- | --------------- | ---- | ----------------- | ---- | --------- | --------- | ------------------ | ----------- |
| 2002.07.14 | 小倉   | 2歳新馬          |      | 芝1200m（良） | 17    | 1     | 2     | 009.40（3人）   | 02着 | R1:09.3（35.6）   | -0.3 | 0金折知則 | 53        | ヤマニンカルフール | 468         |
| 0000.08.04 | 小倉   | 2歳新馬          |      | 芝1200m（良） | 14    | 5     | 8     | 001.30（1人）   | 01着 | R1:10.4（36.2）   | -0.3 | 0金折知則 | 53        | （カルネヴァーレ） | 460         |
| 0000.11.10 | 京都   | 2歳500万下       |      | 芝1400m（良） | 9     | 7     | 7     | 006.10（3人）   | 03着 | R1:22.8（34.5）   | -0.4 | 0池添謙一 | 53        | エースインザレース | 462         |
| 0000.12.01 | 阪神   | 阪神JF           | GI   | 芝1600m（良） | 18    | 7     | 13    | 048.8（11人）   | 02着 | R1:34.9（35.9）   | -0.2 | 0安藤勝己 | 54        | ピースオブワールド | 460         |
| 2003.03.16 | 阪神   | フィリーズR      | GII  | 芝1400m（稍） | 16    | 4     | 7     | 003.30（1人）   | 01着 | R1:22.7（36.3）   | -0.1 | 0安藤勝己 | 54        | （モンパルナス）   | 458         |
| 0000.04.13 | 阪神   | 桜花賞           | GI   | 芝1600m（良） | 17    | 4     | 7     | 005.00（3人）   | 04着 | R1:34.3（35.6）   | -0.4 | 0安藤勝己 | 55        | スティルインラブ   | 458         |
| 0000.05.25 | 東京   | 優駿牝馬         | GI   | 芝2400m（良） | 17    | 6     | 12    | 027.40（7人）   | 04着 | R2:27.9（34.4）   | -0.4 | 0安藤勝己 | 55        | スティルインラブ   | 462         |
| 0000.08.17 | 札幌   | クイーンS        | GIII | 芝1800m（良） | 11    | 4     | 4     | 010.40（4人）   | 09着 | 01:49.1（35.3）   | -1.4 | 0安藤勝己 | 52        | オースミハルカ     | 476         |
| 0000.09.21 | 阪神   | ローズS          | GII  | 芝2000m（良） | 12    | 7     | 9     | 012.40（5人）   | 02着 | 02:01.7（36.4）   | -0.2 | 0安藤勝己 | 54        | アドマイヤグルーヴ | 478         |
| 0000.10.19 | 京都   | 秋華賞           | GI   | 芝2000m（良） | 18    | 7     | 14    | 020.00（8人）   | 03着 | R1:59.2（35.3）   | -0.1 | 0安藤勝己 | 55        | スティルインラブ   | 484         |
| 0000.11.16 | 京都   | エリザベス女王杯 | GI   | 芝2200m（良） | 15    | 5     | 8     | 022.10（8人）   | 09着 | 02:12.3（36.8）   | -0.5 | 0安藤勝己 | 54        | アドマイヤグルーヴ | 480         |
| 2004.11.21 | 東京   | 霜月S            | OP   | ダ1400m（稍） | 13    | 6     | 8     | 018.80（5人）   | 12着 | 01:27.5（40.3）   | -3.9 | 0木幡初広 | 55        | タイギャラント     | 480         |
| 0000.12.19 | 阪神   | 阪神牝馬S        | GII  | 芝1600m（良） | 16    | 2     | 3     | 051.2（10人）   | 11着 | R1:34.7（35.3）   | -0.7 | 0小池隆生 | 55        | ヘヴンリーロマンス | 482         |

## 繁殖成績
|       | 生年   | 馬名               | 性    | 毛色 | 父                     | 馬主               | 管理調教師                                     | 戦績                                          | 出典   |
| ----- | ------ | ------------------ | ----- | ---- | ---------------------- | ------------------ | ---------------------------------------------- | --------------------------------------------- | ------ |
| 初仔  | 2007年 | ヤマカツハクリュウ | 牡    | 芦毛 | クロフネ               | 山田和夫           | 栗東・松元茂樹 →栗東・松田博資 →栗東・福島信晴 | 33戦7勝（抹消） 2着・新潟ジャンプS（J・GIII） | [ 4 ]  |
| 2番仔 | 2008年 | ヤマカツクライム   | 牡    | 栗毛 | ロックオブジブラルタル | 山田和夫           | 栗東・松元茂樹 →金沢・高橋優子 →栗東・武宏平   | 16戦3勝（抹消）                               | [ 5 ]  |
| 3番仔 | 2011年 | ヤマカツサユリ     | 牝    | 鹿毛 | マンハッタンカフェ     | 山田和夫           | 栗東・松元茂樹 →金沢・高橋優子 →栗東・杉山晴紀 | 29戦6勝（抹消、繁殖）                         | [ 6 ]  |
| 4番仔 | 2012年 | ヤマカツセレーヌ   | 牝    | 栗毛 | キングカメハメハ       | 山田和夫           | 栗東・松元茂樹 →金沢・高橋優子 →栗東・杉山晴紀 | 20戦3勝（抹消、繁殖）                         | [ 7 ]  |
| 5番仔 | 2016年 | ヤマカツライアン   | 牡    | 鹿毛 | ベルシャザール         | 山田和夫           | 栗東・杉山晴紀 →金沢・高橋優子                 | 12戦4勝（抹消）                               | [ 8 ]  |
| 6番仔 | 2018年 | ヤマカツゴードン   | 牡→騸 | 栗毛 | オルフェーヴル         | 山田博康           | 栗東・大根田裕之 →金沢・高橋優子               | 不出走（抹消）                                | [ 9 ]  |
| 7番仔 | 2019年 | ヤマカツブラック   | 牡    | 鹿毛 | キタサンブラック       | 山田博康 →山田和夫 | 栗東・池添兼雄 →金沢・高橋優子                 | 5戦0勝（抹消）                                | [ 10 ] |

## 血統表
| ヤマカツリリーの血統               | ヤマカツリリーの血統           | ヤマカツリリーの血統      | （血統表の出典）          | （血統表の出典） |
| 父系                               | ウッドマン系                   | ウッドマン系              | ウッドマン系              |                  |
| 父 *ティンバーカントリー 栗毛 1992 | 父の父Woodman 栗毛 1983        | Mr. Prospector            | Raise a Native            | Raise a Native   |
| 父 *ティンバーカントリー 栗毛 1992 | 父の父Woodman 栗毛 1983        | Mr. Prospector            | Gold Digger               |                  |
| 父 *ティンバーカントリー 栗毛 1992 | 父の父Woodman 栗毛 1983        | *プレイメイト             | Buckpasser                | Buckpasser       |
| 父 *ティンバーカントリー 栗毛 1992 | 父の父Woodman 栗毛 1983        | *プレイメイト             | Intriguing                |                  |
| 父 *ティンバーカントリー 栗毛 1992 | 父の母Fall Aspen 栗毛 1976     | Pretense                  | Endeavour                 | Endeavour        |
| 父 *ティンバーカントリー 栗毛 1992 | 父の母Fall Aspen 栗毛 1976     | Pretense                  | Imitation                 |                  |
| 父 *ティンバーカントリー 栗毛 1992 | 父の母Fall Aspen 栗毛 1976     | Change Water              | Swaps                     | Swaps            |
| 父 *ティンバーカントリー 栗毛 1992 | 父の母Fall Aspen 栗毛 1976     | Change Water              | Portage                   |                  |
| 母 リンデンリリー 栗毛 1988        | 母の父*ミルジョージ 鹿毛 1975  | Mill Reef                 | Never Bend                | Never Bend       |
| 母 リンデンリリー 栗毛 1988        | 母の父*ミルジョージ 鹿毛 1975  | Mill Reef                 | Milan Mill                |                  |
| 母 リンデンリリー 栗毛 1988        | 母の父*ミルジョージ 鹿毛 1975  | Miss Charisma             | Ragusa                    | Ragusa           |
| 母 リンデンリリー 栗毛 1988        | 母の父*ミルジョージ 鹿毛 1975  | Miss Charisma             | *マタテイナ               |                  |
| 母 リンデンリリー 栗毛 1988        | 母の母ラドンナリリー 栗毛 1979 | キタノカチドキ            | *テスコボーイ             | *テスコボーイ    |
| 母 リンデンリリー 栗毛 1988        | 母の母ラドンナリリー 栗毛 1979 | キタノカチドキ            | ライトフレーム            |                  |
| 母 リンデンリリー 栗毛 1988        | 母の母ラドンナリリー 栗毛 1979 | ヤマニガーサント          | *ガーサント               | *ガーサント      |
| 母 リンデンリリー 栗毛 1988        | 母の母ラドンナリリー 栗毛 1979 | ヤマニガーサント          | イチクニヒメ              |                  |
| 母系(F-No.)                        | シユリリー(AUS)系(FN:7-d)      | シユリリー(AUS)系(FN:7-d) | シユリリー(AUS)系(FN:7-d) | [ § 2 ]          |
| 5代内の近親交配                    | Swaps 5･4（父内）              | Swaps 5･4（父内）         | Swaps 5･4（父内）         | [ § 3 ]          |
| 出典                               | 1. 2. 3.                       | 1. 2. 3.                  | 1. 2. 3.                  | 1. 2. 3.         |

- 半姉リンデンジョオー（父リアルシャダイ）の孫に京成杯勝ち馬のコマノインパルスがいる。
- 母リンデンリリーは1991年エリザベス女王杯・ローズステークス勝ち馬、祖母ラドンナリリーは1981年東京3歳優駿牝馬勝ち馬。
- 5代母クニハタの全妹に1953年天皇賞（秋）勝ち馬のクインナルビーがいる。